# Christian Dior Parfums

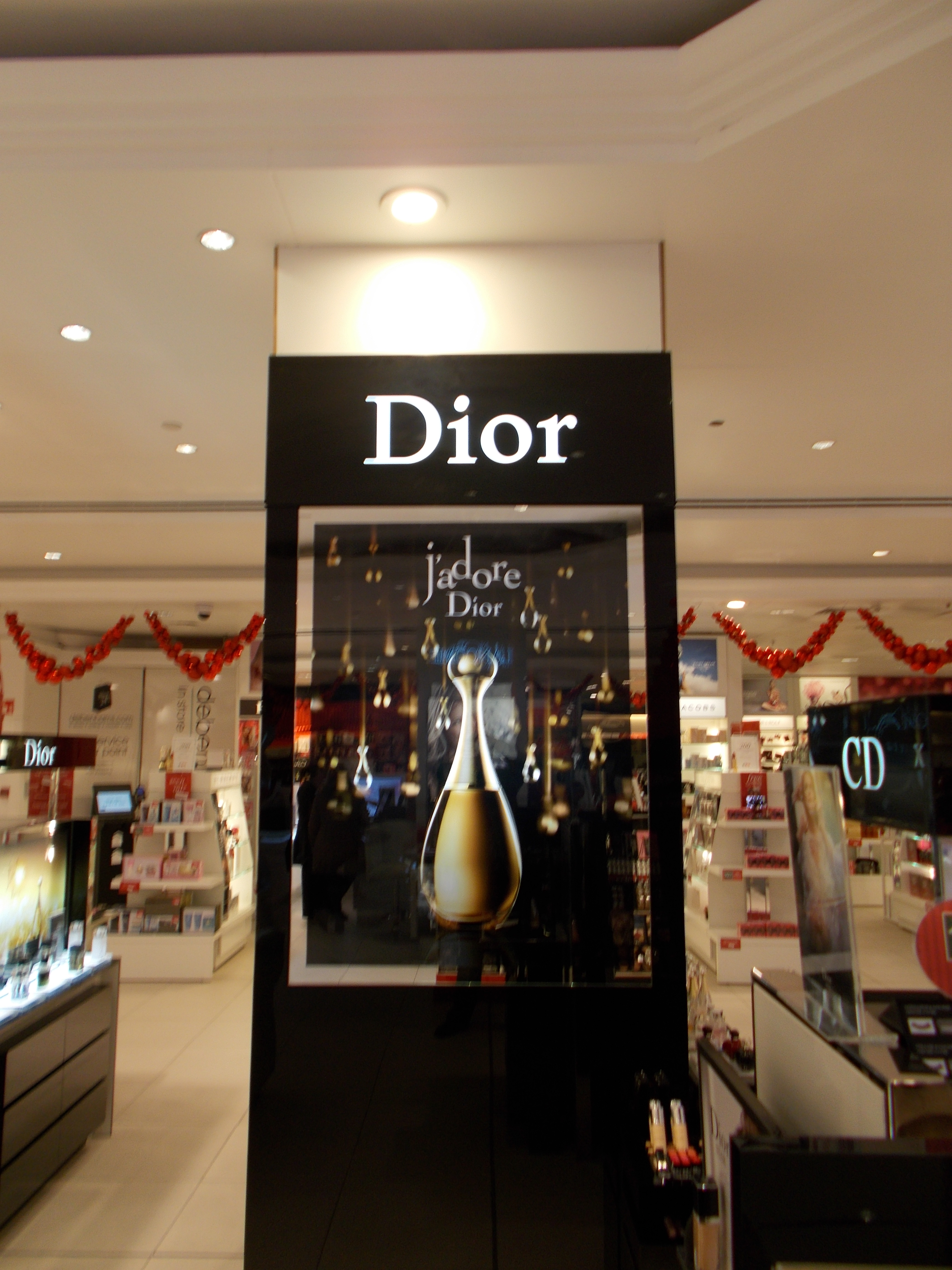
Відділ косметики та парфумерії Christian Dior у Debenhams, Лондон. Плакат із рекламою аромату Dior J'adore

Christian Dior Parfums — дочірня компанія будинку моди Christian Dior, що займається виробництвом парфумерії та косметики. Над створенням ароматів Christian Dior працювали: П'єр Бурдон, Олівер Креспо, Олівер Польж, Тьєррі Вассер, Гай Роберт та інші.
Існує 97 ароматів Dior, перший з них був випущений в 1947 році під назвою «Christian Dior Miss Dior». Парфумерія Christian Dior посідає 4-е місце у світі за обсягом продажів. Парфумерному дому Dior належить безліч відкриттів в галузі отримання есенцій ароматів — наприклад, есенція конвалії і ванілі.

## Популярні аромати Christian Dior
- Dior Addict (для жінок)
- Dior Dune (для жінок і чоловіків)
- Dior Dolce Vita (для жінок)
- Dior Poison, Dior Hypnotic Poison, Dior Midhight Poison, Dior Pure Poison, Dior Tendre Poison, Dior Poison Girl (для жінок)
- Dior J'adore (для жінок)
- Dior Miss Dior (для жінок)
- Dior Fahrenheit (для чоловіків)
- Dior Homme (для чоловіків)
- Dior Higher (для чоловіків)

Christian Dior Addict to life for women
туалетна вода Addict to life eau de toilette від Christian Dior — новинка 2011 року !!!
Парфуми Dior Addict to life — нова сучасна версія Dior Addict (2002) — бунтарського аромату сміливих незалежних жінок, запущена французьким брендом Christian Dior (Крістіан Діор) у червні 2011 року. Автор елегантною орієнтально-квіткової композиції з фруктовими і деревними відтінками, знаменитий парфумер Франсуа Демаші (Francois Demachy) укладач безлічі сучасних парфумів для Будинку Діор.
Dune Dior
це аромат для жінок, належить до групи ароматів східні квіткові. Dune випущений в 1991. Парфумер: Jean-Louis Sieuzac. Верхні ноти: Альдегіди, Півонія, мандарин, Бергамот і Палісандр; ноти серця: лілія, жасмін, Іланг, Роза і wallflower; ноти бази: сандал, амбра, пачулі, бензоїн, мускус, ваніль, мох. Dune був створений Jean-Louis Sieuzac і Nejla Barbir.
Dolce Vita Dior
це аромат для жінок, належить до групи ароматів східні деревні. Dolce Vita випущений в 1994. Dolce Vita був створений Pierre Bourdon і Maurice Roger. Верхні ноти: лілія, Персик, грейпфрут, бергамот, троянда, кардамон; ноти серця: Абрикос, Магнолія, лілія, Кориця, Геліотроп і Палісандр; ноти бази: сандал, ваніль, Кокос і кедр.
Poison Christian Dior
це аромат для жінок, належить до групи ароматів квіткові. Poison випущений в 1985. Парфумер: Edouard Flechier. Верхні ноти: Коріандр,, слива, Лісові ягоди, Аніс і Палісандр; ноти серця: Гвоздика, Жасмін, апельсиновий колір, Тубероза, опопонакс, Кориця, Ладан, троянда і білий мед; ноти бази: Ветівер, Мускус, Сандалове дерево, Кедр з Вірджинії, Амбра, ваніль і Геліотроп.
J'adore Eau de Parfum
з групи квіткові фруктові аромат для дам. J'adore Eau de Parfume створений в 1999. Автор парфумерної композиції Calice Becker. Композицію відкривають: магнолія, диня, персик, груша, бергамот і мандарин; в серці композиції: мексиканська тубероза, слива, фіалка, орхідея, фрезія, жасмин, конвалія і троянда з Непалу; Базові ноти складають: мускус, ваніль, техаський кедр і ожина.
Miss Dior Dior
це аромат для жінок, належить до групи ароматів шипровие квіткові. Miss Dior випущений в 1947. Miss Dior був створений Jean Carles і Paul Vacher. Верхні ноти: Альдегіди, гарденія, Гальбанум, Мускатний шавлія і бергамот; ноти серця: Гвоздика, ірис, Корінь ірису, жасмин, неролі, Конвалія, троянда, нарцис; ноти бази: лабданума, шкіра, сандал, амбра, дубовий мох, ветивер, пачулі.
Fahrenheit Christian Dior
це аромат для чоловіків, належить до групи ароматів деревні квіткові мускусні. Fahrenheit випущений в 1988. Fahrenheit був створений Jean-Louis Sieuzac і Maurice Roger. Верхні ноти: Лаванда, мандарин, глід, Мускатний горіх, Білий кедр, Берегомет, Ромашка і Цитруси; ноти серця: мускатний горіх, Жимолость, Гвоздика, Сандалове дерево, Лист фіалки, Жасмін, Конвалія й Білий кедр; ноти бази: шкіра, Тонка боби, Амбра, пачулі, Мускус і Ветівер.
Dior Homme Sport
коли парфумери Dior створювали елегантний чоловічий аромат Dior Homme Sport, вони адресували його стильним чоловікам, які наділені чуттєвим характером. Такі чоловіки, що володіють спортивним духом, можуть доповнити свій образ обпалюючою вогненної енергією пряних спецій. Ця парфумерна композиція складена за допомогою ароматом: бергамоту, грейпфрута, смоли елемі, атласного кедра, сицилійського лимона, імбиру, сандалу, розмарину, лаванди і ветівера.
Higher Christian Dior
це аромат для чоловіків, належить до групи ароматів деревні фужерні. Higher випущений в 2001. Higher був створений Olivier Gillotin і Olivier Pescheux. Верхні ноти: Персик, Базилік, Цитруси і груша; ноти серця: Розмарин, Спеції та Кипарис; ноти бази: Мускус і дерево груші.